# Zoétgomdé (Soaw)
Pour les articles homonymes, voir Zoétgomdé.
Zoétgomdé est une localité située dans le département de Soaw de la province du Boulkiemdé dans la région Centre-Ouest au Burkina Faso.

## Santé et éducation
Zoétgomdé accueille un dispensaire isolé tandis que le centre de santé et de promotion sociale (CSPS) le plus proche se trouve à Soaw et que le centre médical avec antenne chirurgicale (CMA) est à Nanoro.
Le village possède une école primaire publique.